# Johan Tollenaere
Johan Tollenaere (8 juli 1967) is een Belgisch politicus. Hij was burgemeester van Maaseik tussen 2019 en 2025.
Hij begon zijn politieke loopbaan binnen de CVP, waar hij onder meer actief was als provinciaal secretaris van CVP Limburg en verantwoordelijk was voor het Limburgs Instituut voor Politieke Vorming en Onderzoek. Daarnaast werkte hij als adviseur op het kabinet van de minister van Landbouw en KMO. Ook was hij voorzitter van CD&V Maaseik.
In aanloop naar de gemeenteraadsverkiezingen van 2006 stapte hij over naar Open Vld. Vervolgens was hij van 2006 tot november 2010 schepen van Maaseik voor VLDplus. Na een legislatuur in de oppositie werd hij in 2018 burgemeester. Hij leidde een coalitie bestaande uit Open Vld, Pro 3680 (Vooruit) en N-VA. Bij de Belgische lokale verkiezingen in oktober 2024 steeg zijn partij van acht naar negen zetels, maar belandde in de oppositie.
Als burgemeester van Maaseik kwam Tollenaere op 20 juni 2021 in het nieuws nadat hij tijdens een mountainbiketocht een lijkgeur waarnam in het Dilserbos. De politie werd verwittigd, en later werd bevestigd dat het lichaam van de voortvluchtige militair Jürgen Conings gevonden was, waarmee een einde kwam aan de zoektocht naar Conings. Een maand later kwam hij opnieuw prominent in de media tijdens de Overstromingen in juli 2021.